# Toten Miyazaki
Toten Miyazaki (japonès: 宮崎滔天)  (Arao, 23 de gener de 1871 - prefectura de Tòquio, 12 de juny de 1922) va ser un filòsof japonès que va donar suport a Sun Yat-sen durant la Revolució Xinhai que va acabar amb 268 anys de la dinastia Qing. Quan Sun estava al Japó, va ajudar-lo als seus viatges quan estava perseguit per la dinastia Qing.
Va registrar Sun amb el nom de Nakayamaper per la seva seguretat. Aquest nom es convertiria posteriorment al nom xinès més popular Sun Zhongshan (孫中山). Tot i que Miyazaki tenia els mateixos ideals que Sun, no podien comunicar-se a través de la parla perquè tenien idiomes diferents. Es comunicaven escrivint en xinès clàssic en papers.
El 7 de setembre de 1900, la primera visita a l'estranger de Sun a Singapur va ser per rescatar Miyazaki, que havia estat arrestat allà. Aquest acte va provocar la seva pròpia detenció i la prohibició de visitar l'illa durant cinc anys.
El Museu d'Història Moderna Xinesa de les restes històriques de Nanjing té estàtues de bronze de Sun i Miyazaki situades una al costat de l'altra.